# 99designs
99designs est une place de marché pour le design graphique. Le siège de la société se situe aux États-Unis à San Francisco. La société dispose de bureaux à Paris, Melbourne, Berlin, Londres et Rio de Janeiro.

## Présentation
La société utilise la production participative (crowdsourcing) pour mettre en relation graphistes et entrepreneurs et agences,, qui ont des projets graphiques à faire réaliser - logo,, cartes de visite, webdesign ou t-shirt. Le client rédige en ligne le brief créatif de son projet et les designers proposent des concepts. Le client peut choisir la meilleure création parmi les propositions envoyées et le designer gagnant du concours reçoit un prix (argent). Les clients peuvent aussi collaborer directement avec les graphistes, acheter des modèles sur le logo shop et faire des retouches graphiques sur Swiftly.

## Histoire
99designs a été fondé en 2008 par les entrepreneurs Mark Harbottle et Matt Mickiewicz (en) (SitePoint, Flippa) en Australie, à Melbourne. En 2010, la société délocalise son siège aux États-Unis, à San Francisco et lève 35 millions de dollars auprès d’Accel Partners (Facebook, Groupon, Dropbox) et d’autres investisseurs en capital-risque, l'année suivante.
En 2012, 99designs achète la place de marché européenne 12designer, fondée par Eva Missling et localise son siège européen à Berlin en Allemagne. À la suite de cette acquisition, le lancement de la plate-forme et des bureaux en France a lieu en novembre 2012,,,. Par la suite, le site est localisé en espagnol, italien et néerlandais et l’expansion internationale continue jusqu'en août 2013 avec l’acquisition de LogoChef au Brésil.